# Elena Mposgana
Elena Mposgana, traslitterata anche come Elena Bosgana (in greco Έλενα Μποσγανά?; Atene, 4 dicembre 2003), è una cestista greca.

## Carriera
Con la Grecia ha disputato i Campionati europei del 2021.